# Transsibirska železnica
Tránssibírska želéznica (rusko Транссибирская магистраль, Транссиб (Transsibirskaja magistral', Transsib)), zgrajena med letoma 1891 in 1916 je mreža železnic, ki povezuje evropski del Rusije s pokrajinami Ruskega Daljnega vzhoda. Dolžina železnice je 9.288 km. Prečka 8 časovnih pasov in je tako najdaljša železnica na svetu.

## Trasa
Glavna smer poteka od Moskve do Vladivostoka in gre skozi Nižni Novgorod ob Volgi, Perm ob Kami, Jekaterinburg v Uralu, Omsk ob Irtišu, Krasnojarsk ob Jeniseju, Irkutsk pri južnem skrajnem delu Bajkalskega jezera, Čito in Habarovsk. V letih od 1956 do 2001 je pot namesto prek Nižnega Novgoroda vodila prek Jaroslavlja. Leta 2002 so progo dokončno elektrificirali. Okoli 30 % ruskega izvoza poteka po tej poti.

### Preglednica najpomembnejših mest na trasi
| Ime postaje                          | Km    | Мoskovski čas (UTC+3) | Prehod preko rekе/planine |
| Мoskvа                               | 0     | 0                     | -                         |
| Nižni Novgorod                       | 442   | 0                     | reka Volga                |
| Perm                                 | 1.436 | +2                    | reka Kama                 |
| meja med Аzijo in Еvropo             | 1.777 | +2                    | Uralsko gorovje           |
| Jekaterinburg                        | 1.816 | +2                    | -                         |
| Omsk                                 | 2.712 | +3                    | reka Irtiš                |
| Novosibirsk                          | 3.335 | +3                    | reka Ob                   |
| Krasnojarsk                          | 4.098 | +4                    | reka Irtiš                |
| Irkutsk                              | 5.185 | +5                    | Bajkalsko jezero          |
| Ulan Ude                             | 5.642 | +5                    | -                         |
| vozlišče s Transmongolsko železnico  | 5.655 | +5                    | -                         |
| Čita                                 | 6.199 | +6                    | -                         |
| vozlišče s Transmandžursko železnico | 6.312 | +6                    | -                         |
| Habarovsk                            | 8.521 | +7                    | reka Amur                 |
| Vladivostok                          | 9.288 | +7                    | Japonsko morje            |

## Zgodovina

### Razvojna pot
V marcu 1890 je prihodnji car Nikolaj II., v času svojega postanka v Vladivostoku, po obisku na Japonskem ob koncu svoje poti okoli sveta, osebno odprl gradnjo odseka Transsibirske železnice na Daljnem vzhodu. Nikolaj II. je v svojem dnevniku zapisal o svojem pričakovanju udobnega potovanja po neokrnjeni divjini Sibirije. Carjev vlak je bila zgrajena v Sankt Peterburgu, in je služil kot carjeva glavna mobilna pisarna in prostor za njegovo osebje na potovanju čez Rusijo. 
Glavna smer Transsibiske železnice se začne v Moskvi na postaji Yaroslavsky Vokzal, teče skozi Yaroslavl, Čeljabinsk, Omsk, Novosibirsk, Irkutsk, Ulan-Ude, Čita in Habarovsk do Vladivostoka prek južne Sibirije. Zgrajena je bila med letoma 1891-1916 pod nadzorom ruskih vladnih ministrov, ki jih je osebno imenoval car Aleksander III. in njegov sin Nikolaj II. Dodatna Kitajska vzhodna železnica je bila zgrajena kot rusko-kitajski del Transsibirske železnice, ki je povezovala Rusijo in Kitajsko in zagotavljala krajšo pot do Vladivostoka. Upravljala jo je rusko osebje in administracija s sedežem v Harbinu. 
Transsibirska železnica je povezava glavne čezcelinske ruske linije s stotinami velikih in malih mest v evropskem in azijskem delu Rusije. Na 9259 km zajema rekordnih sedem časovnih pasov in ob osmih dneh trajajočem potovanju, je tretja najdaljša enovita storitev na svetu, za progo Moskva-Pjongjang 10.267 kilometrov in Kijev-Vladivostok 11.085 kilometrov, ki sledita tudi Transsibirski na veliko njenih odsekih. 
Druga glavna smer je Transmandžurska železnica, ki sovpada s Transsibirsko na vzhodu od Čite, preko Tarskaja, vzhodno od Karymskoye v Čita Oblasti, okoli 1.000 km vzhodno od Bajkalskega jezera. Od Tarskaja gre Transmandžurska proti jugovzhodu, preko Harbina in Mudanjianga v Kitajski Severovzhodni provinci (od koder teče povezava s Pekingom), kjer se stika z glavno smerjo v Ussurijsk severno od Vladivostoka. To je najkrajša in najstarejša železniška proga do Vladivostoka. Nekateri vlaki se razdelijo v Shenyangu, Kitajska, kjer del nadaljuje v Pjongjang v Severni Koreji.
Tretja glavna smer je Transmongolska železnica, ki se od Transsibirske odcepi v Ulan-Ude na vzhodni obali Bajkalskega jezera. Od Ulan-Ude gre proti jugu do Ulan-Batorja in nadaljuje svojo pot proti jugovzhodu do Pekinga. 
Leta 1991 je bila četrta proga, ki še naprej teče proti severu dokončno zaključena, po več kot petih desetletjih dela. Znana kot železniška proga Bajkal-Amur (BAM), se je ta nedavna pridobitev oddaljila od Transsibirske linije pri Tajšetu za več sto kilometrov zahodno od Bajkalskega jezera in mimo jezera na njegovem najsevernejšem delu. Prečka reko Amur pri Komsomolsk-na-Amure (severno od Habarovska) in doseže Tatarsko morsko ožino Japonskega morja pri kraju Sovjetskaja Gavan. 
13. oktobra 2011 je vlak iz Kazana peljal svojo otvoritveno vožnjo v Rajin v Severni Koreji.

### Vojna in revolucija
V rusko-japonski vojni (1904-5), je Transsibirska železnica obravnavana kot eden od razlogov, da je Rusija izgubila vojno. Proga je bila enotirna in kot taka omogočala potovanje z vlakom samo v eno smer. To je Rusom povzročilo velike strateške in dobavne težave, ker niso mogli premikati virov tako hitro, kot bi bilo potrebno, saj je moral vlak za prevoz blaga, vojakov in streliva, ki je prihajal iz zahoda proti vzhodu čakati na srečanje z vlakom, ki je vozil čete in ranjence od vzhoda proti zahodu. Medtem so Japonci lahko hitro napredovali. Po ruski revoluciji leta 1917, je železnica služila kot ključna komunikacijska linija za češkoslovaške legije in zavezniško vojsko, ki je pri sibirski intervenciji v ruski državljanski vojni, vozila vojake v Vladivostok. Te sile so podprle belorusko vlado admirala Aleksandra Kolčaka, s sedežem v Omsku in vojake, ki so se borili z boljševiki na Uralu. Intervencija je bila oslabljena in na koncu poražena s strani borcev, ki so razstrelili mostove in dele proge, zlasti v območju med Krasnojarskim in Čito.
Transsibirska železnica je med rusko državljansko vojno igrala tudi zelo neposredno vlogo v zgodovini Rusije, ki je s Češkoslovaškimi legijami močno oboroženimi in v oklepnih vlakih  obvladovala velik del železnice (in Rusijo samo) v času Ruske državljanske vojne in ob koncu1. svetovne vojne.

### 2. svetovna vojna
Med drugo svetovno vojno je Transsibirska železnica igrala pomembno vlogo pri oskrbi sil, ki so se borile v Evropi. 
V prvih dveh letih vojne, ko je bila Sovjetska zveza nevtralna in ker so nemški ladijski prevoz onemogočali zahodni zavezniki, je Transsibirska železnica služila kot nujna povezava med Nemčijo in Japonsko. Ena od primarnih surovin še posebej pomembna za nemško vojno je bil naravni kavčuk, ki je bil na Japonskem lahko dosegljiv iz jugovzhodne Azije (zlasti Francoske Indokine). Od marca 1941 je 300 ton naravnega kavčuka na dan v povprečju prečkalo Transsibirsko železnico na poti v Nemčijo. Po eni od raziskav dobavne verige naravnega kavčuka, je od 22 marca 1941, 5800 ton tega pomembnega materiala potovalo v tranzitu med Sovjetskim železniškim omrežjem med Manchukuo in Tretjm rajhom, 2000 ton so bilo v tranzitu do Manchukuo, 4000 ton je čakalo v Dairen, 3800 ton na Japonskem in 5700 ton na poti iz jugovzhodne Azije do Japonske.
V tem času je manjše število nemških Judov in anti-nacistov uporabljalo Transsibirsko železnico za pobeg iz Evrope, med njimi matematik Kurt Gödel in mati igralca Heinza Bernarda. Več tisoč judovskih beguncev je odšlo na potovanje po zaslugi japonskih vizumov, ki jih je izdal japonski konzul v Kaunasu, Chiune Sugihara. 
Situacija se je obrnjena po 22 juniju 1941. Po napadu na Sovjetsko zvezo, je bila Nemčija odrezana od svoje edine zanesljive trgovske poti na Japonsko. Po drugi strani pa je Sovjetska zveza postala prejemnik posojila po Zakonu o posojilu in najemu iz ZDA. Čeprav je šla Japonska v vojno z ZDA, si je prizadevala, da ohrani dobre odnose z ZSSR in so kljub nemškim pritožbam, dovolile sovjetskim ladjam pluti med ZDA in pacifiškimi pristanišči Rusije. Tako je Pacific Route - prečkanje severnega Tihega oceana in Transsbirske železnice - postala najbolj varna povezava med ZDA in ZSSR. Tovor je znašal toliko kot po drugih dveh poteh (severni Atlantik-arktično morje in iranska) skupaj. 
Železnica igrala pomembno vlogo tudi pri evakuaciji sovjetske industrije iz evropske Rusije v Sibirijo v letih 1941-1942 in v repozicioniranje sovjetskih vojakov iz Nemčije proti Japoncem, v pripravah na sovjetsko-japonsko vojno avgusta 1945.

## Povpraševanje in oblikovanje
V poznem 19. stoletju je razvoj Sibirije ovirala slaba prometna povezanost v regiji, kot tudi z ostalo državo. Poleg Velike sibirski poti - Sibirske ceste, so bile dobre ceste, primerne za prevoz s kolesi daleč med seboj. Približno pet mesecev na leto so bile reke glavno prevozno sredstvo. V hladni polovici leta so tovor in potniki potovali s konjsko vprego s sanmi po zaledenelih cestah, od katerih so bile mnoge reke, takrat prekrite z ledom. 
Prvi parnik na reki Ob, Nikite Myasnikova Osnova, je začel voziti leta 1844. Toda Začetki so bili težki in do leta 1857 se ladijski promet ni resno razvijal. Parniki so začeli voziti po Jeniseju leta 1863, na Leni in Amurju v 1870.
Medtem ko je ravnina zahodne Sibirije dokaj dobro služila velikanskemu rečnemu sistemu Ob-Irtiš-Tobol-Čulim, mogočne reke v vzhodni Sibiriji - Jenisej, v zgornji tok reke Angara (Angara pod Bratskom ni bila enostavna za navigacijo zaradi brzic) in Lena - so bile večinoma plovna le v smeri sever-jug. Poskus delnega izboljšanja razmer z izgradnjo kanala Ob-Jenisej ni bila posebno uspešna. Samo železnica bi lahko bila prava rešitev za prometne probleme regije. 
Prvi železniški projekti v Sibiriji se pojavili po dokončanju železnice Moskva - Sankt Peterburg leta 1851. Eden od prvih je bil projekt Irkutsk-Čita, ki ga je predlagal ameriški podjetnik Perry Collins in podprl prometni minister Konstantin Possiet s pogledom proti povezavi Moskve in reke Amur, in posledično, do Tihega oceana. Sibirski guverner Nikolay Muravyov-Amursky je bil nestrpen do kolonizacije ruskega Daljnega vzhoda, toda njegovi načrti se niso mogli uresničiti, dokler so imeli kolonisti v rokah uvoz žita in drugih živil iz Kitajske in Koreje. Na Muravyovo pobudo, da nadzoruje železnico v regiji Habarovsk, je bil projekt izvedljiv. 
Pred letom 1880 je centralna vlada praktično prezrla te projekte, zaradi šibkosti sibirskih podjetij, okorne birokracije in strahu pred finančnim tveganjem. Do leta 1880 je bilo mnogo  zavrnjenih vlog za dovoljenje za gradnjo železnice, ki bi povezala Sibirijo s Tihim oceanom, ne pa z vzhodno Rusijo. Proces načrtovanja je trajal 10 let. Ob progi dejansko zgrajeni, so bili predlagani alternativni projekti:
- Južna trasa: preko Kazahstana, Barnaula, Abakana in Mongolije.
- Severna trasa: preko Tjumena, Tobolska, Tomska, Jenisejska in po glavni liniji ali tudi skozi Jakutsk.

Železničarji so se borili proti predlogu za varčevanje sredstev, na primer, z namestitvijo trajektov namesto mostov preko rek, dokler se ne bi povečal promet. Oblikovalci so vztrajali in zavarovali odločitev za gradnjo neprekinjene železnice. 
Za razliko od zavrnjenih zasebnih projektov, ki so bili namenjeni za povezavo obstoječih mest, Transsibirska ni imela tako prednost. Da bi prihranili denar in se izognili spopadom z lastniki zemljišč, je bilo odločeno, da se določi trasa zunaj obstoječih mest. Tomsk je bilo največje mesto in najbolj žalostno, ker so bili močvirni bregovi reke Ob v njeni bližini neprimerni za gradnjo mostov. Železnica je bil položen 70 km južno (namesto prečkanje Oba na Novonikolaevsk, kasneje preimenovan v Novosibirsk); samo slepa veja linije je povezana s Tomskom, odvzet pa promet tranzita in trgovine. 
Kapaciteta železnice je bila v trenutku zapolnjena z lokalnim prometom, predvsem pšenice. Skupaj z nizko hitrostjo in majhno nosilnostjo vlakov, je razburila obljubljeno vlogo Ukrajine kot tranzitne poti med Evropo in vzhodno Azijo. Med rusko-japonsko vojno je vojaški promet na vzhodu skoraj motil pretok civilnega tovora.

## Gradnja
S polnim delovnim časom se je gradnja Transsibirske železnice začela leta 1891, izvedbo in nadzor je vodil Sergej Witte, ki je bil takrat minister za finance. 
Podobno kot prva medcelinska železnica v ZDA, so ruski inženirji začeli gradnjo na obeh koncih in delali proti sredini. Od Vladivostoka je tekla železnica severno vzdolž desnega brega reke Ussuri do Habarovska na reki Amur, do železnice Ussuri. 
Leta 1890 je bil zgrajen most čez reko Ural in nova železniška proga se je nadaljevala v Azijo. Most čez reko Ob je bil zgrajen leta 1898 in mestece Novonikolajevsk, ustanovljeno leta 1883, je preraslo v veliko sibirsko mesto Novosibirsk. Leta 1898 je prvi vlak dosegel Irkutsk in obale Bajkalskega jezera okoli 60 kilometrov  vzhodno od mesta. Železnica je tekla na vzhod čez reki Šilka in Amur in kmalu dosegla Habarovsk. Odsek Vladivostok - Habarovsk je bil zgrajen že leta 1897. 
Ruski vojaki, pa tudi obsojeni delavci iz Sahalina in drugih mest so bili uporabljeni za gradnjo železniške proge.
Bajkalsko jezero je več kot 640 kilometrov dolgo in več kot 1600 metrov globoko. Dokler ni  bila zgrajena obvoznica, se je Bajkalska železniška linija končala na obeh straneh jezera. Trajekt ledolomilec SS Bajkal je bil zgrajen leta 1897 in manjši trajekt SS Angara okoli leta 1900, kar je omogočilo štiriurni prehod za povezavo dveh obal. Ruski admiral in raziskovalec Stepan Makarov (1849-1904 ) je zasnoval Bajkal in Angaro, zgrajena pa sta bila v Newcastle-upon-Tyne v Angliji, pod vodstvom Armstronga Whitwortha. V Angliji so ju v celoti sestavili, nato razstavili in označili dele in jih prepeljali v obliki kompletov do Listvyanka, kjer je bila zgrajena ladjedelnica, da bi jih ponovno sestavili. Njihove kotle, stroje in nekatere druge dele so zgradili v Sankt Peterburgu in jih pripeljali v Listvyanka ter vgradili. Bajkal je imel 15 kotlov, štiri dimnike in je bil 64 metrov dolg. Lahko je nosil 24 železniških vagonov in eno lokomotivo. Angara je bil manjši, z dvema dimnikoma.
Zaključek obvoznice Bajkal leta 1904 je sicer zaobšel trajekte, vendar, ker je od časa do časa odsek oviran zaradi iztirjenja ali podorov, sta ostala oba trajekta v rezervi do leta 1916. Bajkal je pogorel in bil uničen v ruski državljanski vojni, Angara je preživela. Bila je obnovljena in je stalno privezana v Irkutsku, kjer je služi kot pisarna in muzej. 
V zimskem času so uporabljali, do dokončanja obvoznice, za prevoz potnikov in tovora iz ene strani jezera na drugo tudi sani. 
Linija od reke Amur do kitajske meje je bila zaključena leta 1916, tako je bila stalna železniška proga od Petrogradu do Vladivostoka končana, in ostaja do danes najdaljša železniška proga na svetu. Elektrifikacija proge se je začela leta 1929 in zaključila v letu 2002, podvojila se je tudi teža vlakov na 6000 ton.

### Nadgradnja
Razširitev v dvopasovno Transsibirsko železnico je bila končana po koncu druge svetovne vojne. V zvezi z načrtovanjem Irkutskega jezu na Angari je bila zgrajena tudi neposredna povezava iz Irkutska do Sljudijanka preko prelaza v Bajkalskem gorovju z več predori. Nova proga je začela obratovati leta 1949. Obe progi sta sprva delovali vzporedno, ko je bila nova razširjena in elektrificirana do leta 1956. Po poplavljenju Irkutskega jezera, ki je bilo dokončano leta 1959, je bila stara linija med Irkutskom in Bajkalskim jezerom zaprta. Odsek Sljudijanka - Port Bajkal je proga postala linija samo za lokali pome.
Leta 1950 in 1960 je bilo zgrajenih več priključnih prog na severu in jugu, da bi pomagali povezati območja posekane tajge in žitne stepe. Na primer, proga južnosibirska Jurga čez Novokuznetsk in Abakan do Tajšet, ki odpira pas 2 do 500 km. Zaradi vojaško strateških razlogov (Transib teče v krajih blizu rusko-kitajske meje) je bila zgrajena severna proga, magistrala Bajkal-Amur. Odcepi se v Tajšet in se razteza približno 600 kilometrov severno osnovne Transsibirske proge do Pacifika. Njen gospodarski pomen je v nasprotju s prvotnimi pričakovanji, nizek. 
Ker je bil Vladivostok zaprto vojaško območje že prej, so morali tujci iz Ussurijska (km 9177) do Nahodka (pristanišče za tujce v Jokohamo na Japonskem). Pri tej varianti je skupna razdalja 9438 km. 
Do leta 1956 so vozile parne lokomotive tovorni promet. Stalna elektrifikacija je bila končana po 74 letih, 25. decembra 2002. Narejena je bila po odsekih v preteklih desetletjih: 
- 1929-1937: Moskva- Alexandrov (112 km), le za primestni promet (začasno demontirana v drugi svetovni vojni)
- 1942: kratek odsek v mestu Sverdlovsk (potniška postaja ranžirna postaja, 3 km)
- 1951: Začetek elektrifikacije sibirskega dela z odsekom Čuljmskaja-Ob (115 km)
- 1958: začetek elektrifikacije evropskega dela (tudi za prevoz na dolge razdalje) z odsekom Alexandrov - Jaroslavl (170 km)
- 1960: Največja razdalja v roku enega leta, je 947 km elektrificiranih (Marinsk-Černorečenskaja zahodno od Krasnojarska in Ujar-Tajšet-Sima)
- 1962-1963: elektrifikacija vzhodneega dela Ussurijsk-Vladivostok (112 km)
- 1969: Zaključek elektrifikacije evropskega dela odseka Nomša (med Galih in Manturovo) Sveča (zahodno Kotelnih, 238 km)
- 1973/1974: v vzhodni Sibiriji / Transbajkalska Karimskaja je dosežena z zahoda
- 1979-1981: elektrifikacija odseka zahodno od železniške proge Arhara (vzhodno od Savitinska) Habarovsk (452 km)
- 1983-1984: Končana elektrifikacija v zahodni Sibiriji z odsekom Vagai (v Tjumen) Nasivajevskaja (415 km):
- 1983–1994: zapolnjene vrzeli na vzhodnem delu Trans-Bajkalske železnice Karimskaja-Arhara (1785 km)
- 1993-1925. December 2002: zapolnitev vrzeli hitre proge Habarovsk - Ussurijsk (645 km)

## Učinki
Transsibirska železnica je dala pozitivno spodbudo za sibirsko kmetijstvo, omogoča znaten izvoz v osrednjo Rusijo in Evropo. To je vplivalo tudi na ozemlja povezana neposredno, kot tudi tiste, ki so povezane z rečnim prometom.
Kot je začelo Sibirsko kmetijstvo okoli leta 1869 izvažati poceni žito proti zahodu, je bilo kmetijstvo v srednji Rusiji še vedno pod gospodarskim pritiskom po koncu tlačanstva, ki je bilo uradno ukinjeno leta 1861. Da bi ubranila osrednje območje in preprečila morebitno socialno destabilizacijo, je vlada v letu 1896 uvedla Čeljabinskno tarifno pregrado (Челябинский тарифный перелом), tarifno oviro za žita, ki so potekala skozi Čeljabinsk in podobno oviro v Mandžuriji. Ta ukrep je spremenil naravo izvoza, veliko kmetij je prešlo na proizvodnjo koruze. Od 1896 do leta 1913 je Sibirija izvozila v povprečju 501.932 ton kruha (žitarice, moka) letno.
Transsibirska železnica je s seboj prinesla tudi milijone kmečkih migrantov iz zahodnih regij Rusije in Ukrajine. Med letoma 1906-1914 je približno 4 milijone kmetov prišlo v Sibirijo. 
Transsibirska linija ostaja najpomembnejša transportna povezava v Rusiji; okoli 30% ruskega izvoza potuje po progi. Medtem ko pritegne veliko tujih turistov, jo večinoma uporabljajo domači potniki.
Danes Transsibirska železnica prevaža okoli 200.000 zabojnikov na leto v Evropo. Ruske Železnice nameravajo podvojiti obseg kontejnerskega prometa in razvija floto specializiranih vozil in povečanje terminalskih zmogljivosti v pristaniščih 3 - 4 krat. Do leta 2010 je obseg prometa med Rusijo in Kitajsko dosegel 60 milijonov ton, večina gre po železnici. 
Z odlično koordinacijo železniških uprav sodelujočih držav, lahko vlakovna pošiljka zabojnikov od Pekinga do Hamburga, preko Transmongolske in Transsibrske proge pride v manj kot 15 dneh, vendar tipičen tovor potrebuje precej več, tudi do okoli 25 dni.
Po poročilu iz leta 2009, je bil najboljši čas potovanja tovornega vlaka iz pacifiških pristanišč Rusije do zahodne meje (iz Rusije, ali morda Belorusije), okoli 12 dni, kar pomeni okoli 900 km  na dan, največja delovna hitrost 80 km / h. V začetku leta 2009 so Ruske železnice napovedale ambiciozen program imenovan "Transsibirska v sedmih dneh"; tako bodo v naslednjih petih letih vložiti 11.000.000.000 $, da bi omogočili tovornemu prometu doseči ta cilj. Načrt bo vključeval povečanje hitrosti na 90 km / h v 2010-12 in vsaj na nekaterih odsekih do 100 km / h do leta 2015.

## Galerija
- Začetek Transsibirske železnice v Moskvi.
- Baškir, kretničar v bližini mesta Ust' Katav na reki Yuryuzan med Ufo in Čeljabinskom na Uralu, okoli 1910
- Sneg konec aprila, postaja Nazivajevsk, Sibirija.
- Vlak vstopa v predor Circum-Baikal zahodno od Kultuka, Irkutska Oblast
- Postaja Vladivostok, konec Transsibirske železnice
- Transsibiska je vitalna za življenje ruskega vzhoda
- Oznaka za 9288. kilometer na koncu železnice v Vladivostoku

## Druga literatura
- Ames, Edward. "A century of Russian railroad construction: 1837-1936." American Slavic and East European Review (1947): 57-74. in JSTOR
- Dawson Jr, John W. "Max Dehn, Kurt Gödel, and the Trans-Siberian escape route." Notices of the AMS 49.9 (2002).
- Steven Gary Marks (1991). Road to Power: The Trans-Siberian Railroad and the Colonization of Asian Russia, 1850–1917. Ithaca NY : Cornell University Press. ISBN 0-8014-2533-6.
- Faulstich, Edith. M. The Siberian Sojourn (Yonkers, N.Y. 1972–1977)
- Metzer, Jacob. "Railroads in Tsarist Russia: Direct gains and implications." Explorations in Economic History 13.1 (1976): 85-111.
- Miller, Elisa B. "The Trans-Siberian landbridge, a new trade route between Japan and Europe: issues and prospects." Soviet Geography 19.4 (1978): 223-243.
- North, Robert N. Transport in western Siberia: Tsarist and Soviet development (University of British Columbia Press, 1979)
- Reichman, Henry. "The 1905 Revolution on the Siberian Railroad." Russian Review (1988): 47#1 pp: 25-48. in JSTOR
- Richmond, Simon. Trans-Siberian Railway (Lonely Planet, 2009), current guide book for travelers
- Thomas, Bryn (2003). The Trans-Siberian Handbook (6 izd.). Hindhead : Trailblazer. ISBN 1-873756-70-4.
- Tupper, Harmon. To the great ocean: Siberia and the Trans-Siberian Railway (Little, Brown, 1965)
- Westwood, John Norton. A history of Russian railways (G. Allen and Unwin, 1964)
- Калиничев, В. П. (1991). Великий Сиберский путь (историко-экономический очерк) (v ruščini). Транспорт, Москва. ISBN 5-277-00758-X.
- Omrani, Bijan (2010). Asia Overland: Tales of Travel on the Trans-Siberian and Silk Road. Odyssey Publications. ISBN 962-217-811-1.